# Chamusca
Chamusca là một huyện thuộc tỉnh Santarém, Bồ Đào Nha. Huyện này có diện tích 746 km², dân số thời điểm năm 2001 là 11492 người.